# 브리앙숑 정리
브리앙숑의 정리(Brianchon's theorem, -定理)는 기하학의 정리로, 프랑스 수학자 샤를 브리앙숑(Charles Julien Brianchon, 1783년 - 1864년)의 이름이 붙어 있다. 간단한 공식화는 유클리드 평면에 대한 다음과 같은 내용이다.
- ABCDEF가 어떤 원뿔 곡선에 접하는 육각형이라고 하자. 그러면, AD, BE, CF는 한 점에서 만난다.(우측 도해)

브리앙숑의 정리는 일반적으로 유클리드 평면뿐 아니라 실사영평면(real projective plane)이나 아핀 평면에 대해서도 성립한다. 쌍대적인 정리로 파스칼의 정리가 있다.

## 같이 보기
- 파스칼의 정리
- 쌍대성

## 참고 문헌
- Coxeter, H. S. M. (1987). 《Projective Geometry》 2판. Springer. 83 (Theorem 9.15)쪽. ISBN 0-387-96532-7.